# Linum cremnophilum
Linum cremnophilum är en linväxtart som beskrevs av Ivan Murray Johnston. Linum cremnophilum ingår i släktet linsläktet, och familjen linväxter. Inga underarter finns listade i Catalogue of Life.